# Reichstagswahl 1928
- KPD: 54
- SPD: 153
- DDP: 25
- Z: 61
- BVP: 17
- WP: 23
- DVP: 45
- DNVP: 73
- NSDAP: 12
- Sonst.: 28

Die Reichstagswahl vom 20. Mai 1928 war die Wahl zum 4. Deutschen Reichstag. Sie endete mit der Schwächung der bürgerlichen Parteien und Gewinnen für SPD und KPD. Sieben kleine Parteien, darunter die NSDAP, erzielten noch weniger Stimmen als die Regionalpartei Bayerische Volkspartei (BVP; in Wahlbündnis mit dem Zentrum) mit 3,1 %, konnten aber trotzdem Mandate erringen. Zusammen bekamen diese 7 Splitterparteien 9,4 % der Wählerstimmen und dadurch 40 Sitze im Reichstag (von 491).

## Hintergrund
Nach der Wahl im Dezember 1924 war erstmals Hans Luther (parteilos) Reichskanzler geworden. Sein erstes Kabinett regierte bis zum 20. Januar 1926; sein zweites Kabinett bis zum 18. Mai 1926. Dem folgten das Kabinett Marx III (bis 1. Februar 1927) und das Kabinett Marx IV (bis 12. Juni 1928).
Der Reichstagswahl vorangegangen waren tiefgreifende Auseinandersetzungen zwischen den Parteien der bürgerlichen Koalition. Auslöser war der Entwurf eines neuen Schulgesetzes mit christlichen Tendenzen. Laut Art. 146 der Reichsverfassung bestand Vorrang von konfessionsübergreifenden Gemeinschaftsschulen gegenüber Schulen für Kinder einzelner Konfessionen. Die Zentrumspartei hatte 1927 den Entwurf eines neuen Schulgesetzes vorgelegt, das stattdessen eine Gleichstellung der Konfessionsschulen mit den Gemeinschaftsschulen vorsah. Die BVP und die DNVP trugen dies mit. Strikt dagegen war die Deutsche Volkspartei. Insbesondere das Zentrum maß der Schulfrage herausragende Bedeutung zu. Keine Seite gab in der Frage nach; am 15. Februar 1928 wurde das Scheitern des Gesetzesvorhabens konstatiert. Dies bedeutete das Ende der Koalition. Reichspräsident Paul von Hindenburg löste den Reichstag einige Wochen später auf und ordnete für den 20. Mai 1928 Neuwahlen an.

## Wahlkampf

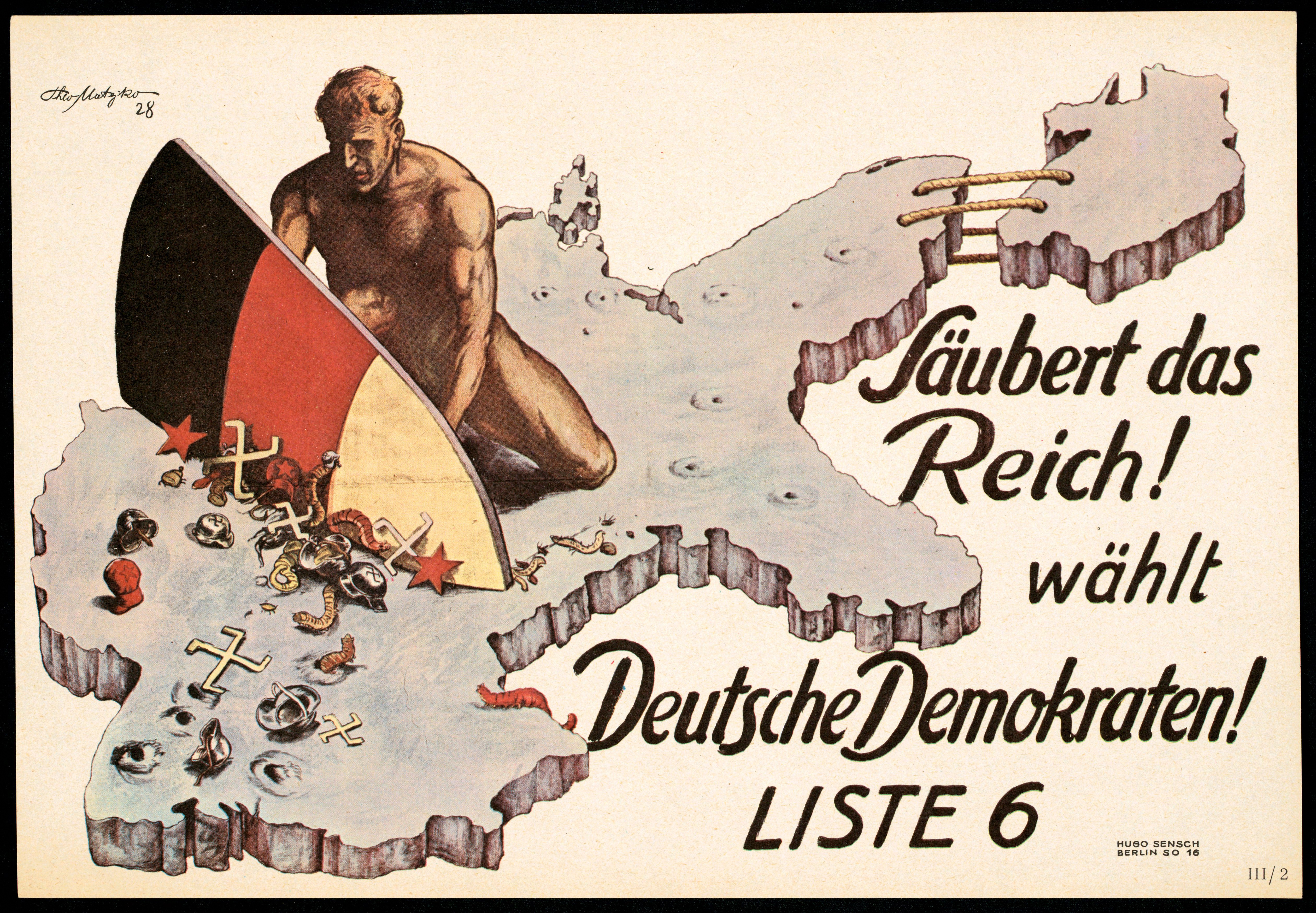
Wahlplakat der DDP

Die Linksparteien stellten den Kampf gegen den Bau des Panzerschiffs A in den Mittelpunkt ihres Wahlkampfes. Ernst Thälmann, der Vorsitzende der KPD, stellte dem Schiffsbau die populäre Forderung nach kostenloser Schulspeisung entgegen. Die alte Koalition hatte die Kosten von 5 Millionen Reichsmark zuvor abgelehnt. SPD und KPD bedienten sich der zugkräftigen Parole „Kinderspeisung statt Panzerkreuzer“.
Die SPD hatte seit dem Parteitag in Kiel von 1927 keinen Zweifel an ihrer Bereitschaft zur Regierungsübernahme gelassen, auch um ein neues Rechtskabinett zu verhindern. Dabei war sie innerlich deutlich geschlossener als 1924. Der Sachsenstreit war im Jahr 1926 nach Ausschluss von Max Heldt und seinen Anhängern, die sich in der Alten Sozialdemokratischen Partei zusammengeschlossen hatten, beendet. Die Parteilinke um Paul Levi lehnte ein Bündnis mit bürgerlichen Parteien zwar grundsätzlich ab, hielt sich aber mit öffentlichen Äußerungen zurück.
Die DDP stimmte der Kritik am Panzerkreuzerbau als sinnlosem Prestigeprojekt zu und plädierte für eine große Koalition. Das Zentrum hielt sich mit Koalitionsaussagen dagegen zurück. Die Partei hatte den Einbruch der Linksparteien in die katholische Arbeiterschaft anlässlich der Abstimmung zur Fürstenenteignung 1926 nicht vergessen. In einer Mitte-links-Koalition sah sie zudem keine Möglichkeit, ihr konfessionelles Schulgesetz durchzusetzen. Die DVP setzte im Wahlkampf auf die Popularität von Gustav Stresemann. „Was gehen dich die anderen an – du wählst wie Gustav Stresemann“, lautete eine ihrer Parolen. Für Stresemann selbst war klar, dass es zu einer großen Koalition keine vernünftige Alternative gab. Insbesondere in Bayern wurde er von der NSDAP scharf attackiert. Auch die DNVP griff die Verständigungspolitik Stresemanns scharf an. In dem seit 1927 an der Spitze der Partei geführten Machtkampf hatte die extreme Gruppierung des alldeutschen Verlegers Alfred Hugenberg immer mehr Einfluss gewonnen, und die DNVP versuchte durch Radikalität enttäuschte Wähler zurückzugewinnen oder zu halten. Auf der extremen Rechten hatte sich die NSDAP konsolidiert. Thematisch agitierte die NSDAP mit dem Dawes-Plan, der die deutschen Reparationszahlungen festsetzte, ohne eine Endsumme festzulegen, und mit dem zehnjährigen Jahrestag der Novemberrevolution: Hier warfen die Nationalsozialisten der SPD nationalen und sozialen Verrat vor und reicherten ihre Attacken antisemitisch an.
In sozialer und wirtschaftlicher Hinsicht fand die Wahl auf dem Höhepunkt der wirtschaftlichen Stabilisierung der Weimarer Republik statt. Die Konjunktur entwickelte sich positiv und die Arbeitslosenzahlen waren niedriger als in den vorangegangenen Jahren. Einzig in Teilen der Landwirtschaft kündigte der Sturz der Schweinepreise 1927 den Beginn einer weltweiten Agrarkrise an.

## Wahlausgang
Die Wahl endete mit der Niederlage der Parteien des bisherigen Bürgerblocks. Besonders hoch waren gegenüber der Dezemberwahl von 1924 die Verluste der DNVP, sie büßte etwa 1,8 Millionen Stimmen ein. Die Partei fiel von 20,5 % auf 14,2 % zurück. Das Zentrum verlor leicht von 13,6 % auf 12,1 %. Die DVP kam statt auf 10,1 % nur noch auf 8,7 %. Neben den Koalitionsparteien verlor auch die DDP. Hatte sie 1924 noch 6,3 % erreicht, waren es nun nur noch 4,9 %.
Die eigentliche Gewinnerin der Wahl war die SPD. Der Partei gelang es, fast 1,3 Millionen Stimmen hinzu zu gewinnen. Ihr Anteil stieg von 26 % auf 29,8 %. Auch die KPD konnte leicht von 9 % auf 10,6 % zulegen.
Ebenso konnten verschiedene kleine Interessenparteien Stimmen gewinnen. Dazu zählten die Wirtschaftspartei, die CNBL, die aus dem Stand 1,9 % erreichte, die Deutsche Bauernpartei (DBP), die im Vergleich zum Bayerischen Bauernbund 0,6 % zulegen konnte, das Sächsische Landvolk und die Volksrechtpartei. Das Segment der Interessenparteien war im Dezember 1924 zusammen auf 5,5 % gekommen, nunmehr waren es 11,1 %. Für die Mehrheitsbildung im Reichstag erwiesen sich diese Parteien nicht als entscheidend, jedoch reduzierten sie die Koalitionsmöglichkeiten.
Die Nationalsozialisten kamen nur auf 2,6 %, – weniger als die Hälfte dessen, was sie im Mai 1924 hatten erreichen können. Die antisemitische Propaganda entfaltete offenkundig nicht die erhoffte Wirkung in der Bevölkerung, zumindest nicht bei den Industriearbeitern in den Großstädten. Erfolgreicher war sie dagegen in Kleinstädten und auf dem platten Land. Reichspropagandaleiter Gregor Strasser zog daraus den Schluss, dass das Wählerpotenzial, das für antisemitische Agitation empfänglich war, bereits ausgeschöpft war. In den folgenden Wahlkämpfen der NSDAP spielte daher der Antisemitismus eine deutlich geringere Rolle, auch wenn die Ausgrenzung der Juden aus der Gesellschaft latent ein wichtiges Ziel blieb und judenfeindliche Stereotype auch später noch im Hintergrund der Wahlpropaganda immer wieder erkennbar war.

## Bedeutung
Das Ergebnis bedeutete mit der Schwächung insbesondere der DNVP, dass die republiktreuen Parteien der ehemaligen Weimarer Koalition mit zusammen 46,8 % ihr nach der Wahl zur Nationalversammlung 1919 bestes Ergebnis erzielten. Gleichzeitig zeigte sich eine Schwächung der etablierten bürgerlichen Mittelparteien. Diese konnten nicht von der Niederlage der DNVP profitieren, sondern mussten selbst Einbußen hinnehmen. Zahlreiche bürgerliche Wähler der Mittelparteien wie auch der DNVP wandten sich stattdessen den Interessenparteien zu. Damit setzte sich ein Trend fort, der bereits 1924 erkennbar gewesen war. Obwohl die NSDAP mit 2,6 % auf Reichsebene eine Splitterpartei blieb, konnte sie insbesondere in ländlichen Gebieten Norddeutschlands von der Krise in der Landwirtschaft profitieren. In drei der etwa 1200 Stadt- und Landkreise übersprang sie die Marke von 30 Prozent: in Neustadt bei Coburg, Wittmund und Barntrup-Stadt.
Von erheblicher Bedeutung war auch, dass die Wahlbeteiligung mit 75,6 % die niedrigste bei Reichstagswahlen während der Weimarer Republik war. Immerhin 10 Millionen Wahlberechtigte hatten sich nicht beteiligt.

## Regierungsbildung
Eine Fortsetzung der bisherigen rechtsbürgerlichen Koalition war nach dem Ergebnis nicht mehr möglich, da alle ihr angehörenden Parteien zum Teil drastische Verluste erlitten hatten und keine parlamentarische Mehrheit mehr vorhanden war. Nur durch Hinzunahme von Interessenparteien wie der Wirtschaftspartei oder des Landvolks wäre eine Mehrheit zu erreichen gewesen. In der DNVP setzte zudem sehr bald eine Radikalisierung ein, wodurch sie als möglicher Koalitionspartner ausschied. Die einzige realistische Konstellation war eine große Koalition von der SPD bis zur DVP. Dabei kam die Führung der siegreichen SPD zu. Diese selbst war im Gegensatz zu früheren Gelegenheiten auch bereit, die Regierungsverantwortung zu übernehmen. Den Auftrag zur Regierungsbildung erhielt Hermann Müller. Die Koalitionsverhandlungen erwiesen sich als außerordentlich schwierig. Insbesondere Gustav Stresemann ist es zu verdanken, dass es schließlich zu einer Einigung kam. Dem Kabinett Müller II gehörten schließlich Vertreter der SPD, der BVP, der DDP, des Zentrums und der DVP an. Insbesondere in der Innenpolitik mangelte es von Anfang an an Übereinstimmungen.

## Ergebnisse
| Partei                                                                  | Stimmen (absolut) | Stimmen (in Prozent) | Änderung | Sitze im Reichstag | Änderung |
| ----------------------------------------------------------------------- | ----------------- | -------------------- | -------- | ------------------ | -------- |
| Sozialdemokratische Partei Deutschlands (SPD)                           | 9.152.979         | 29,8 %               | +3,8 %   | 153                | +22      |
| Deutschnationale Volkspartei (DNVP)                                     | 4.381.563         | 14,3 %               | −6,2 %   | 73                 | −30      |
| Deutsche Zentrumspartei (Zentrum)                                       | 3.712.152         | 12,1 %               | −1,5 %   | 61                 | −8       |
| Kommunistische Partei Deutschlands (KPD)                                | 3.264.793         | 10,6 %               | +1,7 %   | 54                 | +9       |
| Deutsche Volkspartei (DVP)                                              | 2.679.703         | 8,7 %                | −1,4 %   | 45                 | −6       |
| Deutsche Demokratische Partei (DDP)                                     | 1.479.374         | 4,8 %                | −1,5 %   | 25                 | −7       |
| Reichspartei des deutschen Mittelstandes                                | 1.397.129         | 4,5 %                | +2,2 %   | 23                 | +11      |
| Bayerische Volkspartei (BVP)                                            | 945.644           | 3,1 %                | −0,6 %   | 17                 | −2       |
| Nationalsozialistische Deutsche Arbeiterpartei – Hitlerbewegung (NSDAP) | 810.127           | 2,6 %                | −0,4 %   | 12                 | −2       |
| Christlich-Nationale Bauern- und Landvolkpartei                         | 571.891           | 1,9 %                | –        | 9                  | +9       |
| Reichspartei für Volksrecht und Aufwertung (Volksrechtpartei)           | 483.181           | 1,6 %                | –        | 2                  | +2       |
| Deutsche Bauernpartei (DBP)                                             | 481.254           | 1,6 %                | +0,6 %   | 8                  | +3       |
| Reichslandbund                                                          | 199.548           | 0,7 %                | −0,9 %   | 3                  | −5       |
| Deutsch-Hannoversche Partei (DHP)                                       | 195.555           | 0,6 %                | −0,3 %   | 4                  | ±0       |
| Sächsisches Landvolk                                                    | 127.700           | 0,4 %                | –        | 2                  | +2       |
| Sonstige                                                                | 880.181           | 2,9 %                | +0,6 %   | 0                  | ±0       |
| Total                                                                   | 30.753.247        | 100,0 %              |          | 491                | −2       |

Stimmenstärkste Parteien nach Wahlkreisen (angegeben ist jeweils der Prozentanteil der stärksten Partei)